# James Hughes
James J. Hughes (ur. 27 maja 1961 w Columbus) – amerykański socjolog i bioetyk, wykładowca polityki zdrowotnej w Trinity College w Hartford w stanie Connecticut w USA. 

## Życiorys
Hughes obronił pracę doktorską z socjologii na Uniwersytecie Chicagowskim, gdzie pracował jako asystent dyrektora ds. badań w MacLean Center for Clinical Medical Ethics. Przed studiami, w 1984, był mnichem buddyjskim, kiedy pracował jako wolontariusz organizacji Sarvodaya w Sri Lance w latach 1983–1985. 
W latach 2004–2006 Hughes był dyrektorem wykonawczym World Transhumanist Association (która potem zmieniła nazwę na Humanity+), a obecnie jest dyrektorem wykonawczym w Institute for Ethics and Emerging Technologies, który założył wraz z Nickiem Bostromem. Jest producentem i prezenterem cotygodniowego talk show radiowego Changesurfer Radio i pisał artykuły na blogu Cyborg Democracy. Książka Hughesa Citizen Cyborg: Why Democratic Societies Must Respond to the Redesigned Human of the Future (Obywatel Cyborg: Dlaczego społeczeństwa demokratyczne muszą stawić czoła przeprojektowanemu człowiekowi przyszłości) została wydana przez wydawnictwo Westview Press w listopadzie 2004.
Hughes odrzuca zarówno ekstremalny biokonserwatyzm jak i libertariański transhumanizm, będąc zwolennikiem trzeciego rozwiązania, jakim jest, "demokratyczny transhumanizm", radykalna forma techno-progresywizmu, stojąca na stanowisku, że najlepsza możliwa "posthumanistyczna przyszłość jest osiągalna tylko przy zapewnieniu, że technologie mające ulepszyć człowieka, są bezpieczne, dostępne dla każdego, i szanują prawo jednostki do kontroli nad swoim ciałem.
Pojawiający się wielokrotnie w pracach Hughesa termin "radykalny" (z (łac.) rādīx, rādīc- korzeń) ma znaczenie przymiotnikowe dotyczący korzeni czy dążący do korzeni (źródeł). Hughes zakłada przede wszystkim, że powstające technologie i radykalna demokracja pomogą obywatelom przezwyciężyć niektóre z takich "źródłowych przyczyn" nierówności władzy.

## Cytat
Pojawienie się kontrowersji biotechnologicznych, jednakże, uwydatnia nową oś, nie całkowicie prostopadłą do poprzednich wymiarów, ale zdecydowanie różną i niezależną od nich. Nazywam tę nową oś biopolityką, a końce jej politycznego spektrum to transhumaniści (progresywni) oraz, na drugim końcu, bioluddyści czy bio-fundamentaliści. Transhumaniści są otwarci na nowe biotechnologie i wybory i wyzwania z nimi związane, wierząc, że korzyści będą większe niż koszty. Uważają zwłaszcza, że ludzie mogą i powinni kontrolować swoje biologiczne przeznaczenie, jako jednostki i jako zbiorowość ulepszając nasze możliwości i różnorodność inteligentnego życia. Bio-fundamentaliści, przeciwnie, odrzucają technologie pozwalające na kontrolowanie genetyki i "projektowanie dzieci", "nienaturalne" wydłużenie życia, modyfikację genetyczną żywności i zwierząt, i inne sposoby aroganckiego naruszania naturalnego porządku. O ile transhumaniści są zdania, że wszystkie inteligentne "osoby" zasługują na prawa obywatelskie, niezależnie, czy są ludźmi czy nie; to bio-fundamentaliści uważają, że tylko "bycie człowiekiem", posiadanie ludzkiego DNA i bijącego serca, jest wyznacznikiem posiadania praw obywatelskich.

The emergence of biotechnological controversies, however, is giving rise to a new axis, not entirely orthogonal to the previous dimensions but certainly distinct and independent of them. I call this new axis biopolitics, and the ends of its spectrum are transhumanists (the progressives) and, at the other end, the bio-Luddites or bio-fundamentalists. Transhumanists welcome the new biotechnologies, and the choices and challenges they offer, believing the benefits can outweigh the costs. In particular, they believe that human beings can and should take control of their own biological destiny, individually and collectively enhancing our abilities and expanding the diversity of intelligent life. Bio-fundamentalists, however, reject genetic choice technologies and “designer babies,” “unnatural” extensions of the life span, genetically modified animals and food, and other forms of hubristic violations of the natural order. While transhumanists assert that all intelligent “persons” are deserving of rights, whether they are human or not, the biofundamentalists insist that only “humanness,” the possession of human DNA and a beating heart, is a marker of citizenship and rights.

## Prace
- Hughes, James (1996). Embracing Change with All Four Arms: A Post-Humanist Defense of Genetic Engineering. Eubios Journal of Asian and International Bioethics 6(4), 94-101
- Hughes, James (2002). Politics of Transhumanism. 2001 Annual Meeting of the Society for Social Studies of Science
- Hughes, James (2002). Democratic Transhumanism 2.0. Transhumanity blog
- Hughes, James (2002–2004). Changesurfing – zarchiwizowane pismo Betterhumans
- Hughes, James (2004). Citizen Cyborg: Why Democratic Societies Must Respond to the Redesigned Human of the Future. Westview Press. ISBN 0-8133-4198-1